# Tainá Mayara da Paixão
Tainá Mayara da Paixão (San Paolo, 29 novembre 1991) è una cestista brasiliana.

## Carriera
Con il Brasile ha disputato i Giochi olimpici di Rio de Janeiro 2016, i Campionati mondiali del 2014 e cinque edizioni dei Campionati americani (2013, 2015, 2019, 2021, 2023).